# Championship Manager (serie)

Schermata di Championship Manager 01/02

Championship Manager (conosciuta in Italia come Scudetto) è una serie di videogiochi manageriali calcistici della Eidos Interactive, creata dalla Sports Interactive dei fratelli Collyer.

## Storia
Dopo la rottura, nel 2004, tra Eidos e Sports Interactive, il marchio Championship Manager è stato affidato alla BGS (Beautiful Games Studios) perché ne creasse un manageriale del tutto nuovo. Sono così usciti CM5, senza un grande successo, e CM2006, con più apprezzamento. Oggi siamo arrivati a CM2010, è da segnalare che però CM2009 non ha mai visto la luce.

## Titoli
- Championship Manager
  - Championship Manager 93/94
- Championship Manager 2
  - Championship Manager 96/97
  - Championship Manager 97/98
- Championship Manager 3
  - Championship Manager 99/00
  - Championship Manager 00/01
  - Championship Manager 01/02
- Championship Manager 4
  - Championship Manager 03/04
- Championship Manager 5
- Championship Manager 2006
- Championship Manager 2007
- Championship Manager 2008
- Championship Manager World Challenge (versione online)
- Championship Manager 2010
- Championship Manager 2011 (solo iPhone)

## Era Square Enix
La serie Championship Manager è stata ripresa da Square Enix nel 2013. Championship Manager 2014, con il nome di Champ Man 14, è uscito il 15 ottobre 2013 per i telefoni cellulari.
Il 18 agosto 2014 è uscito Champ Man 15 (iOS e Android) mentre a settembre 2015 è uscito Champ Man 16. 
Nel 2016 è uscito Championship Manager. A partire dal 31 maggio 2018, Square Enix ha cessato tutti i servizi di gioco per tutti i giochi mobili di Championship Manager e li ha rimossi dagli app store iOS e Android.